# Valenza (Italia)
Valenza (Valénsa in piemontese) è un comune italiano di 18 207 abitanti della provincia di Alessandria, in Piemonte, situato sulla destra del Po, a ridosso delle estreme propaggini collinari del Monferrato, sul confine con la Lomellina e la provincia di Pavia.  È talvolta indicata impropriamente col toponimo di Valenza Po.

## Storia

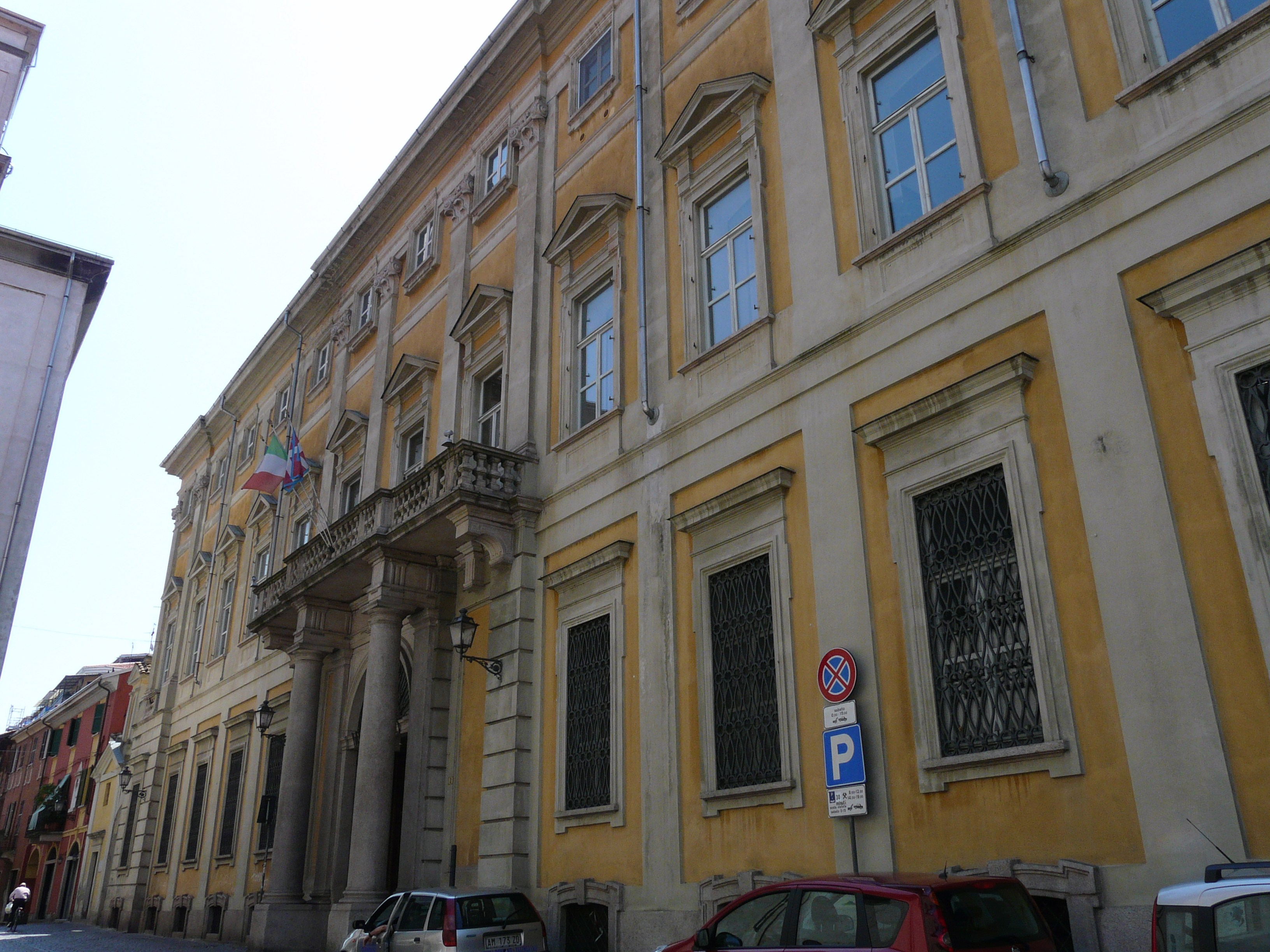
Palazzo Pelizzari, sede del municipio.

Avamposto dei Liguri, fu conquistata dai romani nel II secolo a.C., divenne foro (Forum Fulvii quod Valentinum), ovvero luogo dove ci si riuniva per adempiere a funzioni di carattere giuridico e per partecipare ai mercati. Il suo nome deriva dal console Marco Fulvio Nobiliore, che fece della città una piazzaforte militare da cui controllare il traffico sul fiume Po.
Verosimilmente verso il V secolo d.C., la sua popolazione scese, dalla zona tra le colline di Astigliano, a costituire un nucleo urbano compatto nella zona dove attualmente sorge la città.
La tradizione popolare ne attribuisce il merito a San Massimo che avrebbe deciso l'accentramento degli abitanti nel luogo in cui si fosse posata una colomba appositamente lasciata libera, cosa che avvenne in quella località che, ancora oggi, è chiamata "Colombina".
Sottomessa da Odoacre e Teodorico, subì le devastazioni dei Burgundi e il dominio longobardo. Sotto i Franchi entrò a far parte della marca del Monferrato.
Messa in ombra dalla crescente potenza della vicina Alessandria, attirò l'interesse dei Visconti di Milano, e un tentativo di consegnare la città a Galeazzo Visconti fallì con la condanna a morte dei cospiratori. I Visconti riuscirono tuttavia a impadronirsene dopo un breve assedio nel 1370.
Il feudo appartenne per qualche tempo alla duchessa Beatrice d'Este, per donazione del marito Ludovico il Moro. Saccheggiata dalle truppe francesi (1499), da quelle di Francesco I di Francia (1515), riconquistata dagli spagnoli (1521) di Carlo V e poi di nuovo ripresa dai francesi (1523), la città passò in quell'anno, come feudo imperiale, sotto Carlo V.
Arresasi di nuovo ai Francesi nel 1557, fu definitivamente assegnata agli Spagnoli dal trattato di Cateau-Cambrésis del 1559.
Nel 1635 nel corso della guerra dei trent'anni, Valenza resistette per 60 giorni all'assedio degli eserciti di Francia, del Ducato di Parma e di quello dei Savoia. Resistette ancora all'assedio francese del 1641. Dovette invece capitolare dopo 70 giorni nel 1656 nell'assedio delle truppe di Francia, di Savoia e di Modena. Subì un nuovo assedio nel 1696, durante la guerra della Lega d'Austria contro Luigi XIV, ma francesi e sabaudi non riuscirono ad espugnarla.
Nel 1707, durante la guerra di successione spagnola, fu conquistata da Vittorio Amedeo II di Savoia, possesso confermato nel 1713 dal trattato di Utrecht.
Nel 1955 lungo le rive del fiume Po, furono girate alcune scene del film Guerra e Pace, di cui uno degli sceneggiatori era Mario Soldati; per l'occasione furono costruiti dei ponti poi abbattuti per le riprese della battaglia della Beresina.

### Simboli
Lo stemma e il gonfalone di Valenza sono stati concessi con il decreto del presidente della Repubblica del 7 aprile 2003.
Il gonfalone è un drappo di azzurro.

## Monumenti e luoghi d'interesse
- Duomo di Santa Maria Maggiore, edificato nel XVII secolo e consacrato nel 1888

- La chiesa della Santissima Annunziata fu ricostruita nel 1699 dopo uno dei numerosi assedi di cui fu vittima la città; ha una facciata in stile barocco piemontese, caratterizzato dal mattonato a vista. All'interno una cripta sepolcrale ospita i resti delle suore di clausura

- Palazzo Pastore, in stile barocco è il palazzo più antico di Valenza. Sorge nel centro storico e attualmente è oggetto di discussioni in merito al suo riutilizzo
- Fontana di Damiani[8], ubicata nel centro cittadino, si distingue per un design architettonico che coniuga linee eleganti e un sapiente impiego dei materiali. Tali caratteristiche sottolineano il suo rilevante valore artistico e storico, contribuendo significativamente a valorizzare il patrimonio culturale di Valenza.

## Società

### Evoluzione demografica
Abitanti censiti

## Economia

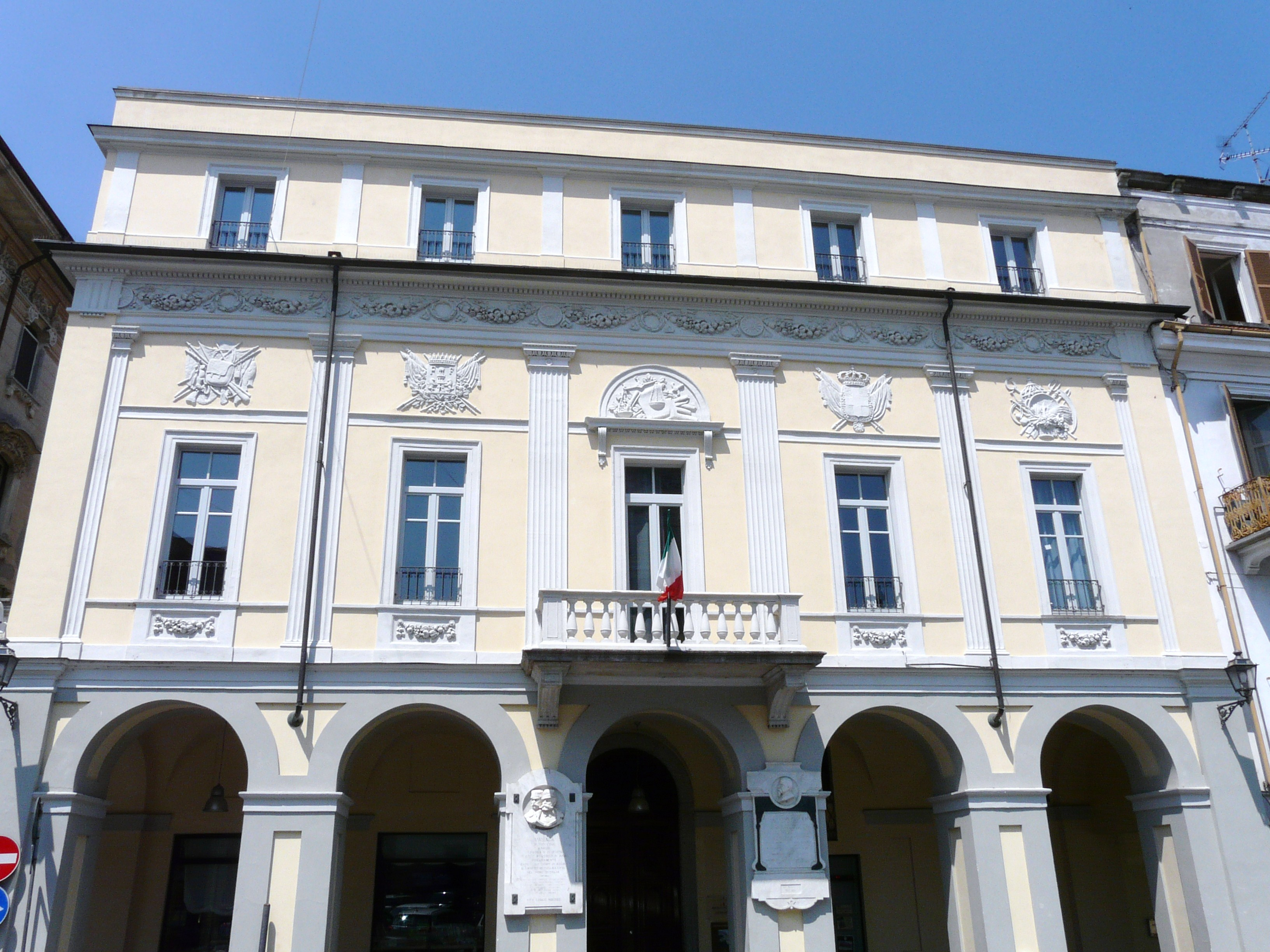
Palazzo Valentino

Dalla fine dell'Ottocento, grazie al lavoro di Francesco Caramora e all’imprenditorialità di Vincenzo Morosetti, nonché alla prima produzione industriale di Vincenzo Melchiorre e dopo Luigi Illario, Valenza è il più importante centro in Italia e in Europa  per la lavorazione artigianale di gioielleria e oreficeria. Gran parte dell'economia dell'area della città ruota intorno alla produzione e al commercio dei preziosi. La percentuale di produzione esportata si attesta su circa l’80% del totale. L’economia della città contribuisce da sola a 1/3 dell’esportazione commerciale della provincia di Alessandria, per un controvalore di circa 1,3 miliardi di euro annui. Inoltre la città dispone  del più grande stabilimento manifatturiero di oreficeria al mondo: la fabbrica di Bulgari dell’omonimo marchio di gioielli, ubicata nell’ex laboratorio dell'orafo Francesco Caramora. Nel gennaio 2023 anche Cartier decide di investire in città e di edificare un suo sito produttivo a Valenza.

## Infrastrutture e trasporti
Valenza è servita dall'omonima stazione ferroviaria, posta lungo la ferrovia Novara-Alessandria e servita dai treni regionali effettuati da Trenitalia nell'ambito del contratto di servizio stipulato con la Regione Piemonte.
Fra il 1914 e il 1947 la stazione era unita al centro cittadino grazie alla tranvia di Valenza, una linea a trazione elettrica che aveva capolinea nella centrale Piazza Vittorio Emanuele.

## Amministrazione
Di seguito è presentata una tabella relativa alle amministrazioni che si sono succedute in questo comune.
| Periodo           | Periodo           | Primo cittadino                  | Partito                            | Carica  | Note   |
| ----------------- | ----------------- | -------------------------------- | ---------------------------------- | ------- | ------ |
| 24 dicembre 1985  | 18 giugno 1991    | Cesare Baccigaluppi              | Partito Socialista Italiano        | Sindaco | [ 15 ] |
| 5 luglio 1991     | 24 novembre 1993  | Mario Manenti                    | Democrazia Cristiana               | Sindaco | [ 15 ] |
| 30 novembre 1993  | 24 giugno 1996    | Germano Tosetti                  | Partito Democratico della Sinistra | Sindaco | [ 15 ] |
| 24 giugno 1996    | 1º maggio 2000    | Germano Tosetti                  | Partito Democratico della Sinistra | Sindaco | [ 15 ] |
| 2 maggio 2000     | 5 aprile 2005     | Germano Tosetti                  | Democratici di Sinistra            | Sindaco | [ 15 ] |
| 5 aprile 2005     | 28 marzo 2010     | Gianni Raselli                   | La Margherita                      | Sindaco | [ 15 ] |
| 13 aprile 2010    | 14 giugno 2015    | Sergio Cassano                   | Il Popolo della Libertà            | Sindaco | [ 15 ] |
| 14 giugno 2015    | 20 settembre 2020 | Gianluca Mario Francesco Barbero | Partito Democratico                | Sindaco | [ 15 ] |
| 20 settembre 2020 | in carica         | Maurizio Oddone                  | Lega                               | Sindaco | [ 15 ] |

### Gemellaggi
- Rocca Imperiale[senza fonte]